# Municipio de Pond Mountain
El municipio de Pond Mountain (en inglés: Pond Mountain Township) es un municipio ubicado en el  condado de Ashe en el estado estadounidense de Carolina del Norte. En el año 2010 tenía una población de 240 habitantes.

## Geografía
El municipio de Pond Mountain se encuentra ubicado en las coordenadas 36°32′19.43″N 81°40′2.41″O / 36.5387306, -81.6673361.